# Visita di Stato di Fidel Castro in Cile

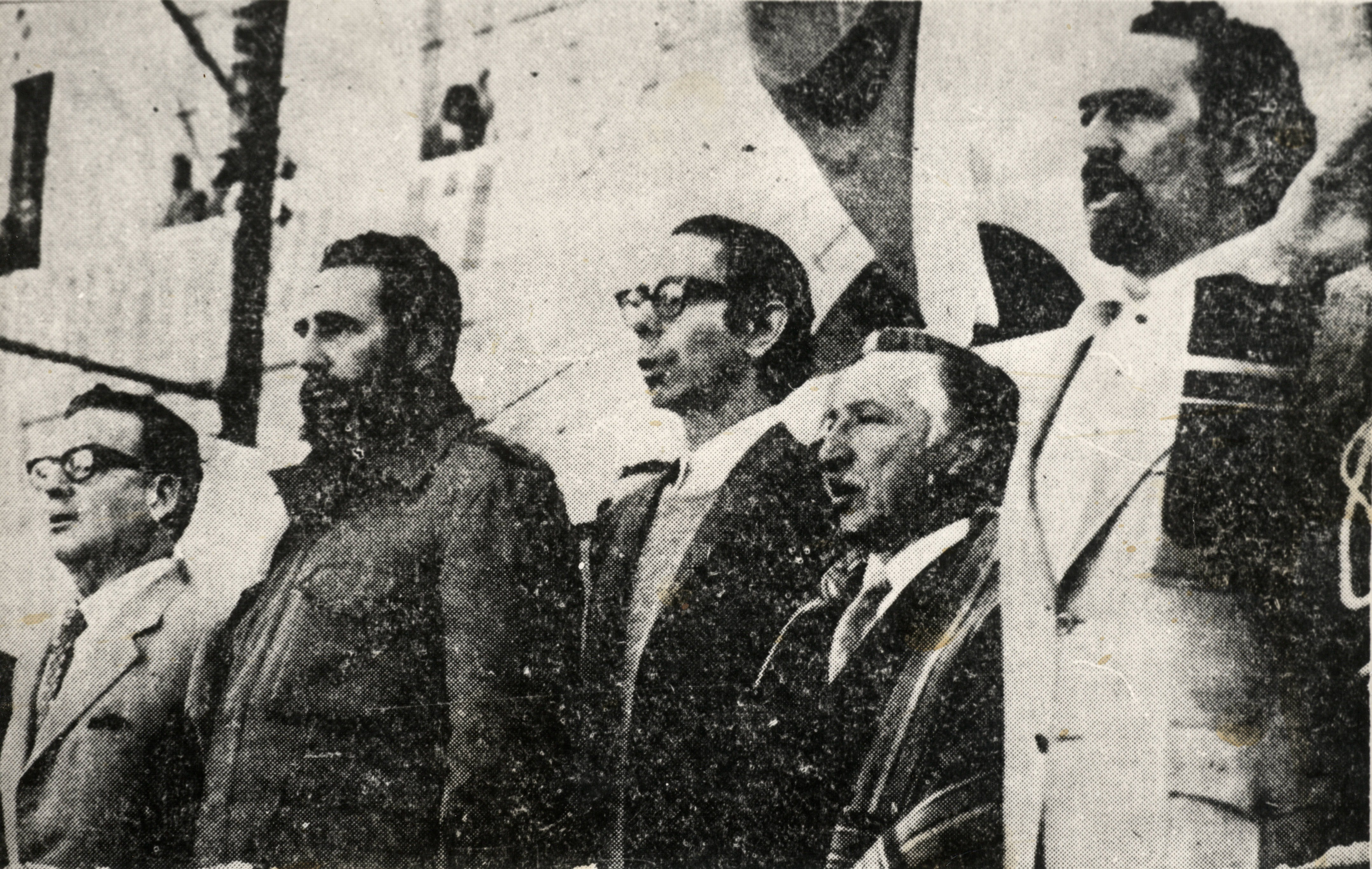
Allende e Castro insieme ai leader del Partito Socialista del Cile e del Partito Comunista del Cile, Carlos Altamirano e Luis Corvalán

La visita di Stato di Fidel Castro in Cile del 1971 fu un evento fondamentale per la politica interna cilena e per quella estera cubana. La visita di Castro avvenne in un momento di forti agitazioni politiche durante la presidenza di Salvador Allende, eletto nel 1970.

## Antefatti
Nel 1971, l'isolamento diplomatico cui Cuba era soggetta in America del Sud era tale che nessun Paese latinoamericano consentiva ai suoi aeroporti di essere utilizzati dalle delegazioni cubane; per questo motivo l'Unione Sovietica dovette intervenire per consentire a Castro di fare la sua visita.

Per Cuba questa rappresentò la prima visita di Stato di Fidel Castro dopo quella a Mosca nel 1964.

## Itinerario

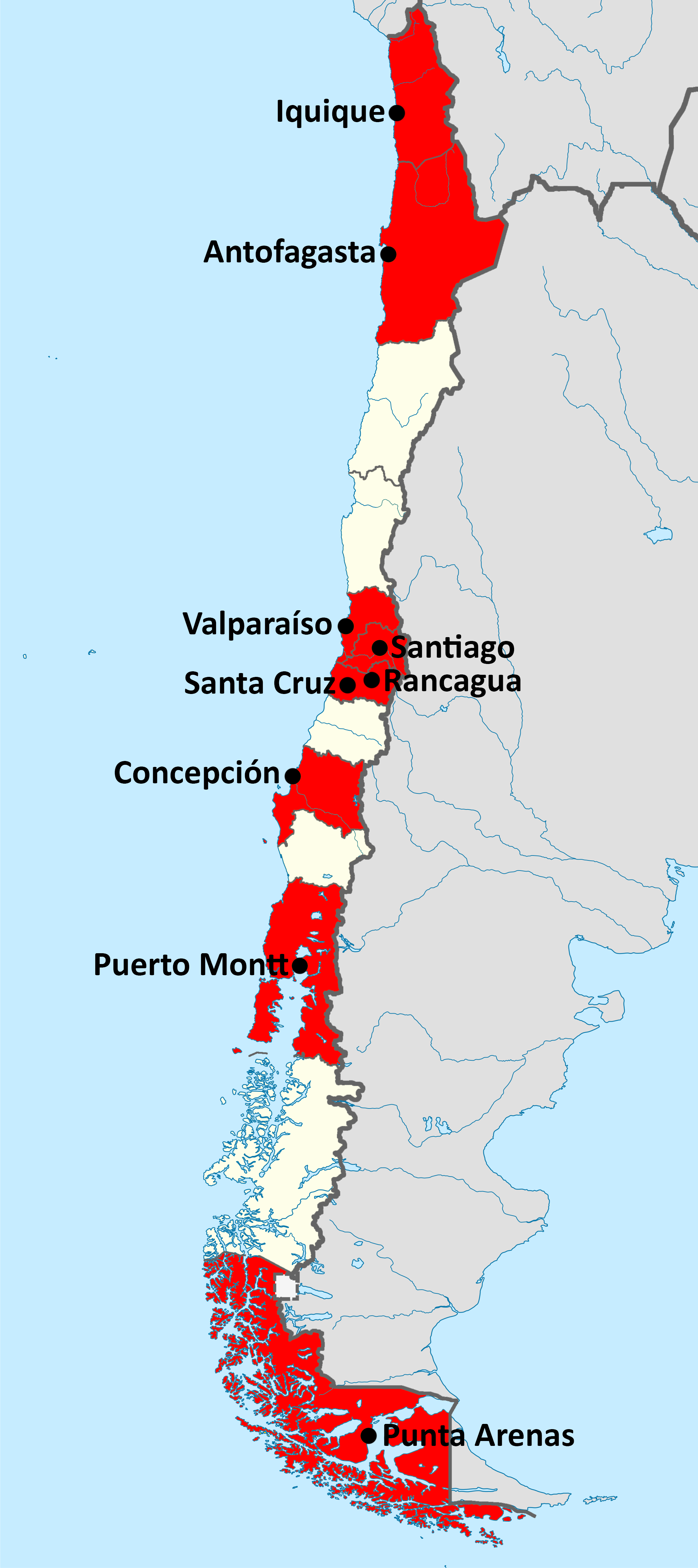
Mappa che indica le città (punti neri) e le regioni (in rosso) visitate da Fidel Castro

La visita di Stato durò 23 giorni, durante i quali Fidel attraversò il paese, viaggiando da nord a sud. All'arrivo in ogni città Castro era solitamente accolto da folle di sostenitori. La sua visita finì per mettere a disagio Salvador Allende, mentre la destra cilena struttò la situazione per screditare il governo di Unità Popolare.
Castro arrivò da Cuba con un volo diretto, a bordo di un velivolo della Ilyushin. Il giorno successivo al suo arrivo venne ricevuto al Palacio de La Moneda da Salvador Allende, con cui ebbe un colloquio che durò diverse ore.
I giorni seguenti Castro si recò prima nel Norte Grande, dove visitò Antofagasta, Iquique, Santa Elena (la culla del movimento operaio cileno) e la miniera di rame di Chuquicamata, recentemente nazionalizzata. Poi si spostò a sud verso Concepción e la città mineraria di Lota. Castro si incontrò di nuovo con Allende a Puerto Montt, dove entrambi si imbarcarono sul cacciatorpediniere Riveros e navigarono verso sud, diretti a Punta Arenas. Quando ritornò a Santiago, Castro incontrò il cardinale Raúl Silva Henríquez, che gli regalò una Bibbia.
| Data           | Città             | Attività |
| -------------- | ----------------- | --- |
| 10 novembre    | Santiago del Cile | Benvenuto all'Aeroporto di Pudahuel e riunione con il presidente Salvador Allende nella casa di Tomás Moro.                                                                                   |
| 11 novembre    | Santiago del Cile | Riunione con il presidente Salvador Allende nel Palacio de La Moneda. |
| 12 novembre    | Antofagasta       | Raduno nella Piazza Colón di Antofagasta e nello stadio Sokol. |
| 13 novembre    | Antofagasta       | Visita a Tocopilla. |
| 14-15 novembre | Antofagasta       | Visita alla miniera di Chuquicamata. |
| 16 novembre    | Iquique           | Visita al porto e alle industrie e incontro nella Piazza Prat. |
| 17 novembre    | Concezione        | Raduno nello Stadio municipale sindaca Ester Roa Rebolledo e visita all'impianto siderurgico di Huachipato.                                                                                   |
| 18 novembre    | Concezione        | Incontro con gli studenti dell'Università di Concezione e raduno nella spiagge di Lota e Tomé.                                                                                                |
| 18 novembre    | Puerto Montt      | Visita alla città insieme al presidente Salvador Allende. |
| 19 novembre    | Puerto Montt      | Parata militare. |
| 20-21 novembre | Punta Arenas      | Visita alla città insieme al presidente Salvador Allende e discorso. |
| 22 novembre    | Punta Arenas      | Incontro con i lavoratori petroliferi nella Provincia di Tierra del Fuego. |
| 24 novembre    | Rancagua          | Visita alle miniere e discorso davanti ai minatori nella Piazza O'Higgins di Sewell, visita alla città di Rancagua e discorso nello Stadio El Teniente.                                       |
| 25 novembre    | Santa Croce       | Spuntino con i contadini. |
| 25 novembre    | Santiago          | Discorso. |
| 28 novembre    | Santiago          | Visita a San Miguel. |
| 29 novembre    | Santiago          | Discorso nella sede della Commissione economica per l'America Latina e i Caraibi, dialogo con studenti dell'Università Tecnica dello Stato e raduno nello Stadio Santa Laura-Universidad SEK. |
| 30 novembre    | Valparaíso        | Raduno in Piazza Sotomayor. |
| 2 dicembre     | Santiago del Cile | Saluti di addio nello Stadio nazionale del Cile. |
| 3 dicembre     | Santiago del Cile | Conferenza stampa. |
| 4 dicembre     | Santiago del Cile | Decollo per Cuba da Pudahuel. |

## Incontri e opinioni di Castro
Durante la sua visita, Castro parlò a lungo con studenti universitari, lavoratori e negozianti. Il più famoso degli incontri con gli studenti avvenne all'Università di Concepción.
Castro elogiò vari aspetti del Cile durante la sua visita, tra cui i suoi paesaggi e la sua cultura politica, che riteneva superiore a quella della Cuba pre-rivoluzionaria. Durante la sua visita gustò una serie di cibi e bevande tipiche cilene, tra cui il pisco, la chirimoya e le empanadas. In un'occasione, a Santa Cruz, Castro si vestì da huaso.
Gli aspetti più controversi della sua visita riguardarono le sue opinioni critiche nei confronti delle questioni interne cilene, dei proprietari terrieri, della stampa e dell'opposizione ad Allende.